# Adansonia digitata

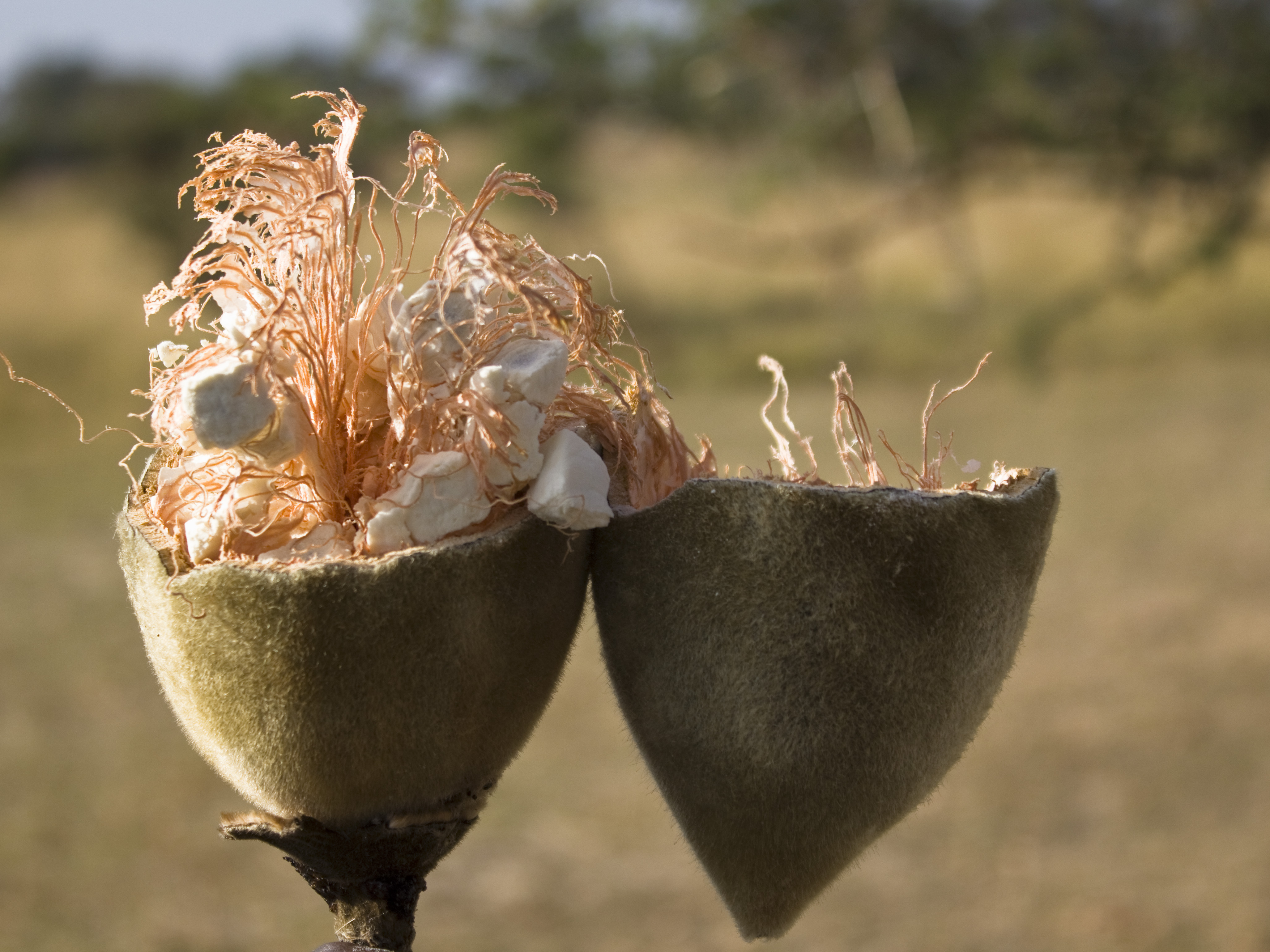
Frutos de Adansonia digitata (MHNT).

A Adansonia digitata, conhecida por baobá, embondeiro, imbondeiro, calabaceira ou, na Guiné-Bissau, cabaceira, é a única espécie de Adansonia que ocorre no continente africano. Pode ser encontrada nas savanas quentes e secas da África subsaariana. Aparece também em zonas de cultivo e em áreas povoadas. O limite norte da sua distribuição no continente africano está associada aos padrões da chuva, restrita ao litoral Atlântico. No Sudão, ocorre naturalmente no Sahel, mas a sua ocorrência é muito limitada no resto da região saheliana da África Central. Na África oriental as árvores crescem em aglomerados e também no litoral. Em Angola, que é o supostamente o seu local de origem, os imbondeiros crescem em florestas e nas regiões costeiras e são comuns nas savanas, como também é o caso na Namíbia e no Botsuana e no resto da África Austral. Também se encontra em Dofar na região de Omã e no Iêmen na Península Arábica. O nome digitata vem do formato da folha que se parece com os cinco dedos da mão.

## Crescimento
Apesar de muita gente afirmar que os imbondeiros podem viver milhares de anos, tal não pode ser comprovado, pois o seu crescimento não leva à formação de anéis anuais.
As flores são de cor brancas, muito grandes e pesadas. São vistosos pedúnculos com um grande número de estames. Têm um cheiro peculiar a carniça e são principalmente polinizadas por morcegos frugívoros. Os frutos têm no interior uma pasta que quando seca, endurece e cai aos pedaços parecendo-se com pedaços de pó de pão seco.
O imbondeiro é tradicionalmente utilizado como fonte de alimento em África, mas esse potencial é pouco conhecido em outros lugares. Tem sido sugerido que pode ser usado para melhorar a nutrição e segurança alimentar, impulsionar e promover o desenvolvimento rural sustentável das regiões pobres e secas.

Adansonia digitata do grupo baobá é o tipo de árvore florida de maior longevidade. A mais velha a morrer, Panke no Zimbábue, viveu cerca de 2.500 anos antes de entrar em colapso ao longo de 2010 e 2011. As outras três árvores que morreram, incluindo a árvore Chapman, em Botsuana, tinham apenas 1.250 a 1.500 anos de idade.

## Nomes comuns
A Adansonia digitata é conhecido por muitos nomes. Nos países lusófonos em África e em Portugal é conhecida por embondeiro/imbondeiro. Em francês, é conhecida como arbre de mille ans (árvore dos mil anos) e calebassier du Sénégal (daí na Guiné-Bissau, ser conhecida por calabaceira). Em suaíli como mbuyu, mkuu hapingwa, mkuu hafungwa e muuyu. É conhecida por momret na língua tigrínia da Etiópia. É conhecida por kuka pelos povos de língua hauçá da África Ocidental. No Sudão, a árvore é chamado de tabaldi e o seu fruto é chamado de gongu iaze.

## Fruto

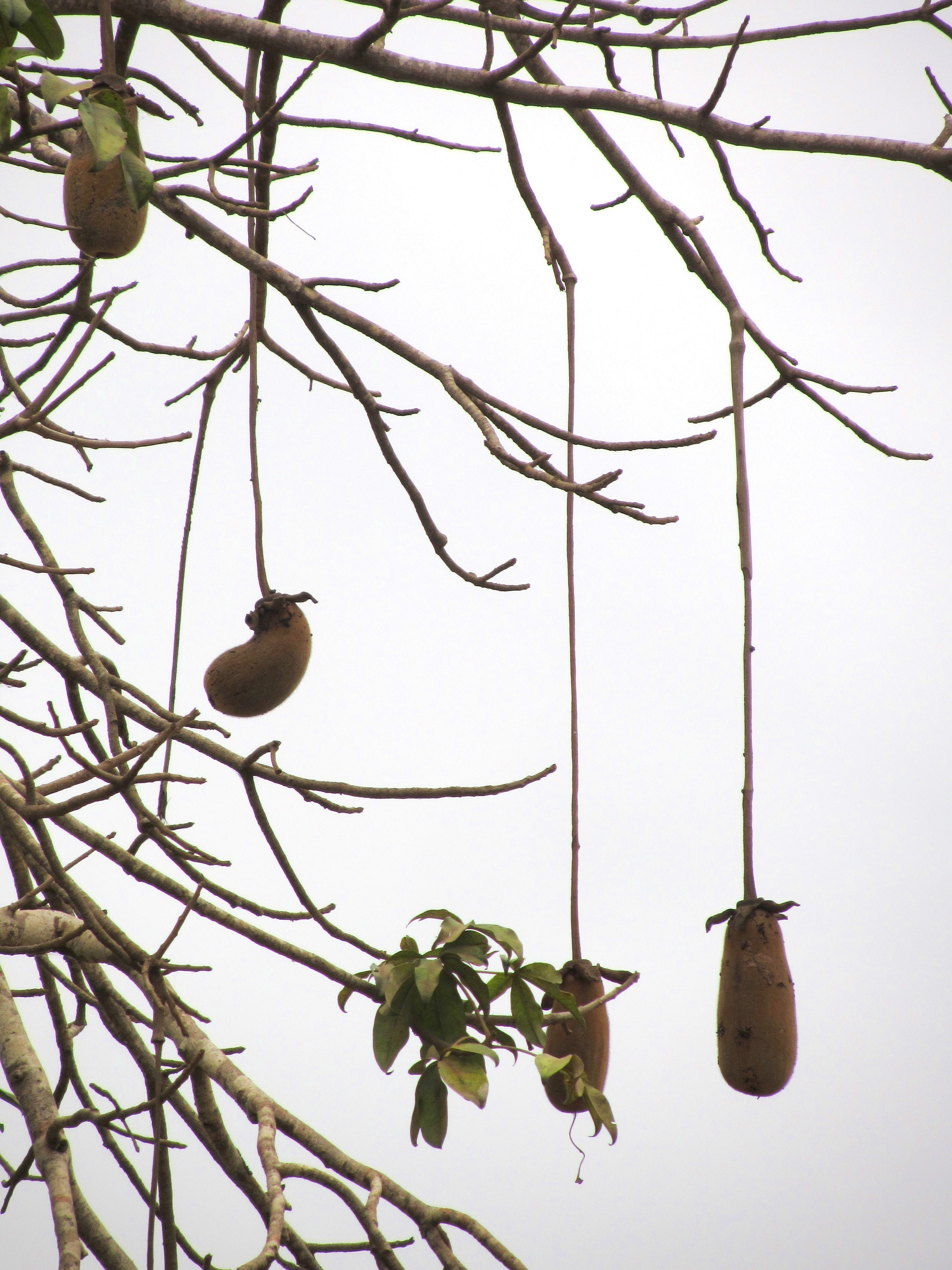

O fruto, conhecido em Angola por múcua (do quimbundo múkua) ou máqua e em Moçambique na província de Tete como malambe ou olapa na província de Nampula, pode ter até 25 centímetros de comprimento, tem no seu interior um miolo seco e comestível, desfaz-se facilmente na boca e o seu sabor é agridoce. Este fruto é rico em vitaminas e minerais.
Ao dissolver-se a múcua em água a ferver obtém-se o sumo de múcua que, depois de arrefecido, é tomado como uma bebida fresca com um sabor muito apreciado em determinados países.
A sua polpa branca, depois de seca, é utilizada para a alimentação, em tempos de escassez de comida; também é referida como cura para a malária.
Tem duas vezes mais cálcio que o leite e é rico em antioxidantes, ferro e potássio, e tem 6 vezes mais vitamina C do que uma laranja. As folhas podem ser comidas e as sementes produzem óleo comestível.
Em 2008, a União Europeia aprovou a utilização e consumo de múcua como ingrediente em barras de cereais.
Em 2009 a FDA (Food and Drug Administration), nos Estados Unidos da América, reconheceu como seguro o uso da polpa do fruto como ingrediente alimentar.
Uma organização sem fins lucrativos, a PhytoTrade África, tem planos para comercializar o fruto para benefício de cerca de 2,5 milhões de famílias mais pobres na África Austral.
A Baobab Fruit Co. do Senegal, comercializa o fruto na Europa e na América do Norte através do seu agente Conceptula LLC.

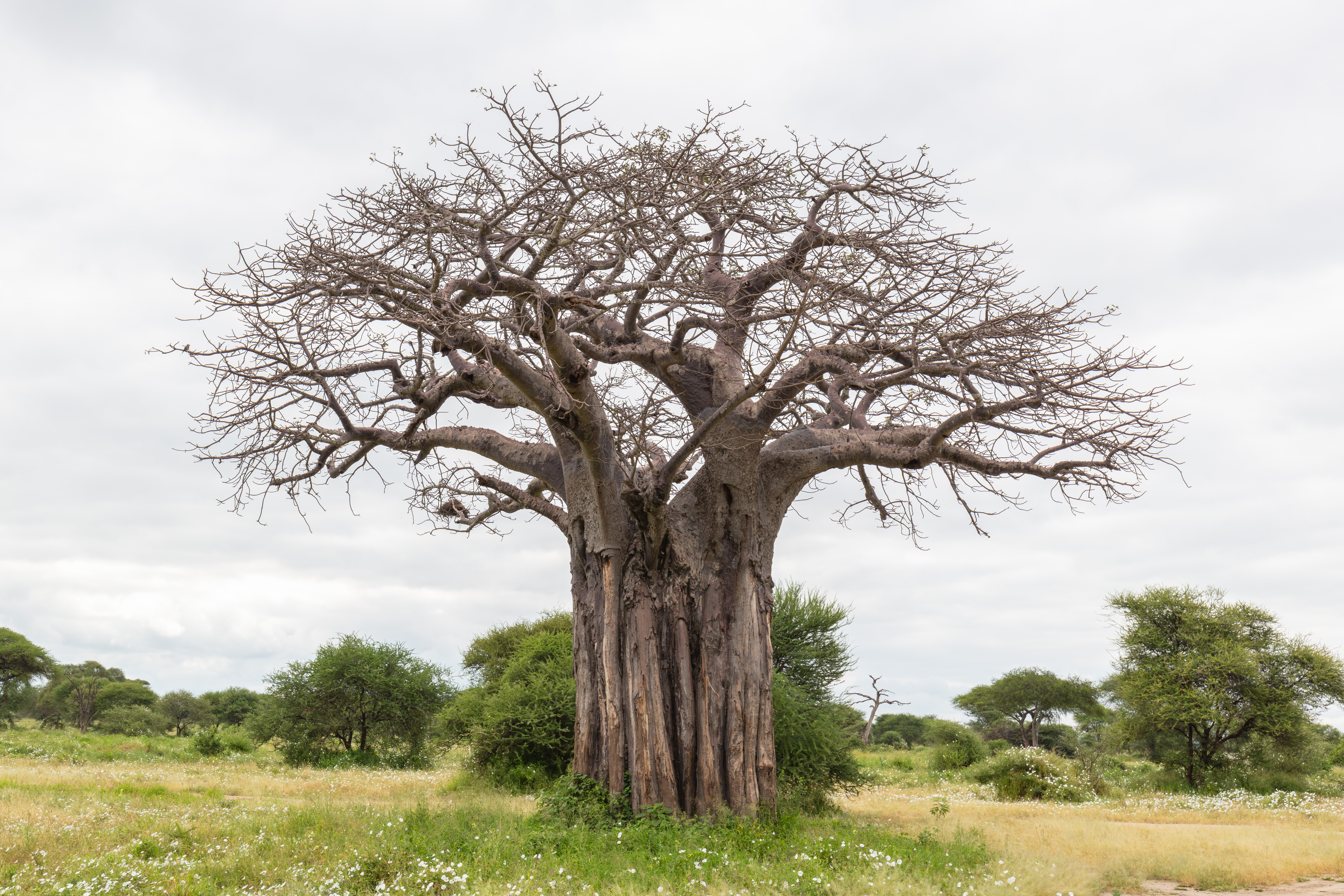
Adansonia digitata - baobab